# Arpa paraguaiana
L'arpa paraguaiana (in guaranì Paraguái ysapu; in spagnolo Arpa paraguaya) è lo strumento musicale nazionale del Paraguay, frutto della confluenza delle culture musicali europea e guaranì. Deriva dall'arpa angolare classica, introdotta durante la colonizzazione spagnola delle Missioni Gesuite Guarani.
Essa è un'arpa diatonica con 32, 36, 38 o 40 corde su un telaio in legno tropicale, con un esagerato collo ad arco, viene suonata con le unghie. Accompagna i brani in lingua guaraní.

## Interpreti
- Luis Bordón